# Обернись
Обернись — третий студийный альбом киргизской поп-рок группы «Город 312», изданный в 2007 году.

## Об альбоме
В конце марта «горожане» выпускают альбом «Обернись». На диск вошли 15 треков, в том числе уже известная слушателю благодаря ротациям на радио «Девочка, которая хотела счастья» и песня «Обернись», давшая название альбому и являющая центральной композицией альбома. В новом альбоме «горожане» по-прежнему продолжают тематику «жизнь большого города» во всех её проявлениях. 12 апреля группа презентовала альбом в клубе Б1-Maximum.

«Обернись» — очень емкое слово: «Обернись — может быть, ты прошёл мимо своего счастья, которое было у тебя под ногами; обернись — может быть, кому-то как воздух необходима твоя помощь; обернись — и, может быть, ты найдешь ответы на вопросы, которые стоят перед тобой сейчас». — Мнение участников коллектива
По воспоминаниям клавишника и автора песен Дмитрия Притулы, идея заглавной композиции, а также строчка «Обернись, мне не встать без твоей руки» появилась во время совместной поездки с женой Машей (гитаристкой группы) в метро.

 Ехали мы с ней как-то в метро, и она говорит: «Слушай, надо написать песню о том, насколько безразличны сейчас люди в больших городах». И предложила фразу: «Обернись, мне не встать без твоей руки!». — Интервью с Дмитрием и Марией Притулами
«Обернись» стал первым альбомом, в записи которого принял участие барабанщик Виктор Голованов (Вик), проработавший в составе до 2009 года.

## Список композиций
| №   | Название                                    | Длительность |
| --- | ------------------------------------------- | ------------ |
| 1.  | «Раскалённое солнце»                        | 3:48         |
| 2.  | «Город-точка»                               | 3:20         |
| 3.  | «Девочка, которая хотела счастья»           | 3:32         |
| 4.  | «Космос»                                    | 3:17         |
| 5.  | «Сквозняк»                                  | 4:14         |
| 6.  | «213 дорог»                                 | 2:50         |
| 7.  | «Группа риска»                              | 3:05         |
| 8.  | «Обернись (Moscow Media Orchestra version)» | 3:40         |
| 9.  | «Автокатастрофа»                            | 3:37         |
| 10. | «Облако (Bossanova version)»                | 3:19         |
| 11. | «Вредность»                                 | 3:24         |
| 12. | «Вчера»                                     | 3:48         |
| 13. | «Место под солнцем»                         | 3:23         |
| 14. | «Мама»                                      | 3:23         |
| 15. | «Город 312»                                 | 3:45         |
| 16. | «Останусь (Moscow Media Orchestra version)» | 3:54         |

| №  | Название                          | Длительность |
| -- | --------------------------------- | ------------ |
| 1. | «Настя»                           |              |
| 2. | «Облако» (Rock version)           |              |
| 3. | «Обернись» (Rock version)         |              |
| 4. | «Останусь» (Triplex version)      |              |
| 5. | «За тех, кто в море»              |              |
| 6. | «На Тихорецкую»                   |              |
| 7. | «Фонари»                          |              |
| 8. | «Девочка, которая хотела счастья» |              |

## Участники записи
Город 312
- Светлана «Ая» Назаренко — вокал
- Дмитрий «Дим» Притула — клавишные, бэк-вокал
- Мария «Маша» Илеева-Притула — гитара
- Леонид «Леон» Притула — бас-гитара, бэк-вокал
- Виктор «Вик» Голованов — барабаны

Приглашённые музыканты
- Андрей Зуев — клавишные, перкуссия
- Юрий Цалер — гитара
- Николай Девлет-Кильдеев — гитара
- Вадим Голутвин — акустическая гитара
- Артур Серовский — барабаны